# 常立寺 (藤澤市)
常立寺（じょうりゅうじ）是日本一座寺院。坐落于神奈川县藤泽市片瀬3-14-3号。日蓮宗寺庙。山号为龍口山。龍口寺輪番八寺之一。寺内多梅花。

## 历史
常立寺原本是吊唁在龍口被处决的罪人而建的真言宗寺院。元朝使臣杜世忠等五人于龍口被处决后也埋葬于此。大正15年（1925年）9月7日建立元使塚，修有五轮塔。平成17年（2005年）4月7日，朝青龍和白鵬两名蒙古族出身的幕内・十两力士参拜元使塚，献上象征英雄的青布。之后毎年到藤泽比赛的蒙古出身力士都参拜元使塚，五輪塔经常有青布。
平成十九年（2007年）3月1日蒙古国总统那木巴尔·恩赫巴亚尔夫妇参拜元使塚。

## 關連項目
- 龍口寺
- 龍口法難

35°18′45.57″N 139°29′17.85″E / 35.3126583°N 139.4882917°E